# Nymphon rottnesti
Nymphon rottnesti is een zeespin uit de familie Nymphonidae. De soort behoort tot het geslacht Nymphon. Nymphon rottnesti werd in 1975 voor het eerst wetenschappelijk beschreven door Child. 